# Saanta
Saanta är ett fjäll i Lunndörrsfjällen som är 1220 meter över havet. Fjället ligger knappt 3 km söder om Lunndörrsstugan

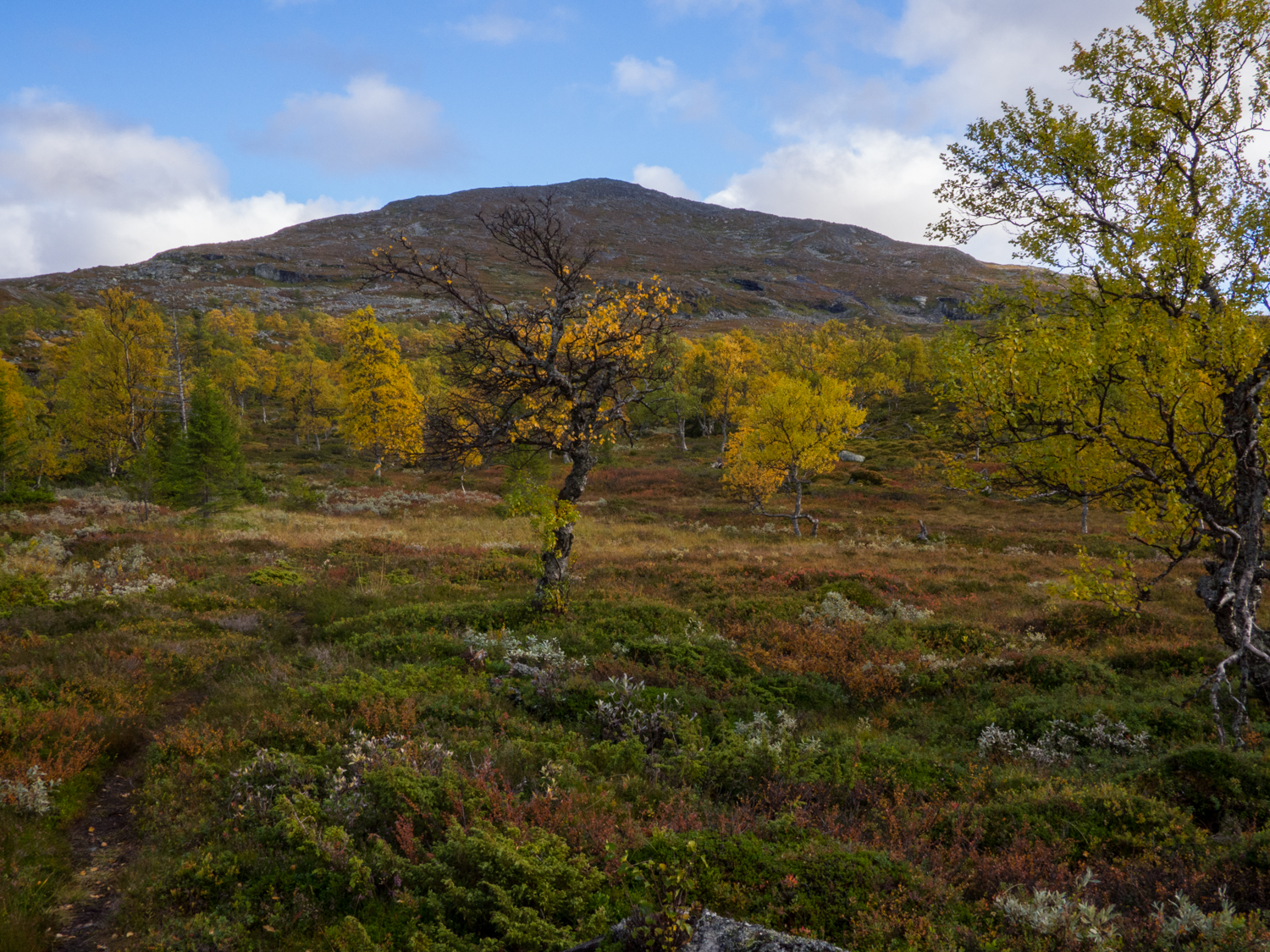
Fjället Saanta

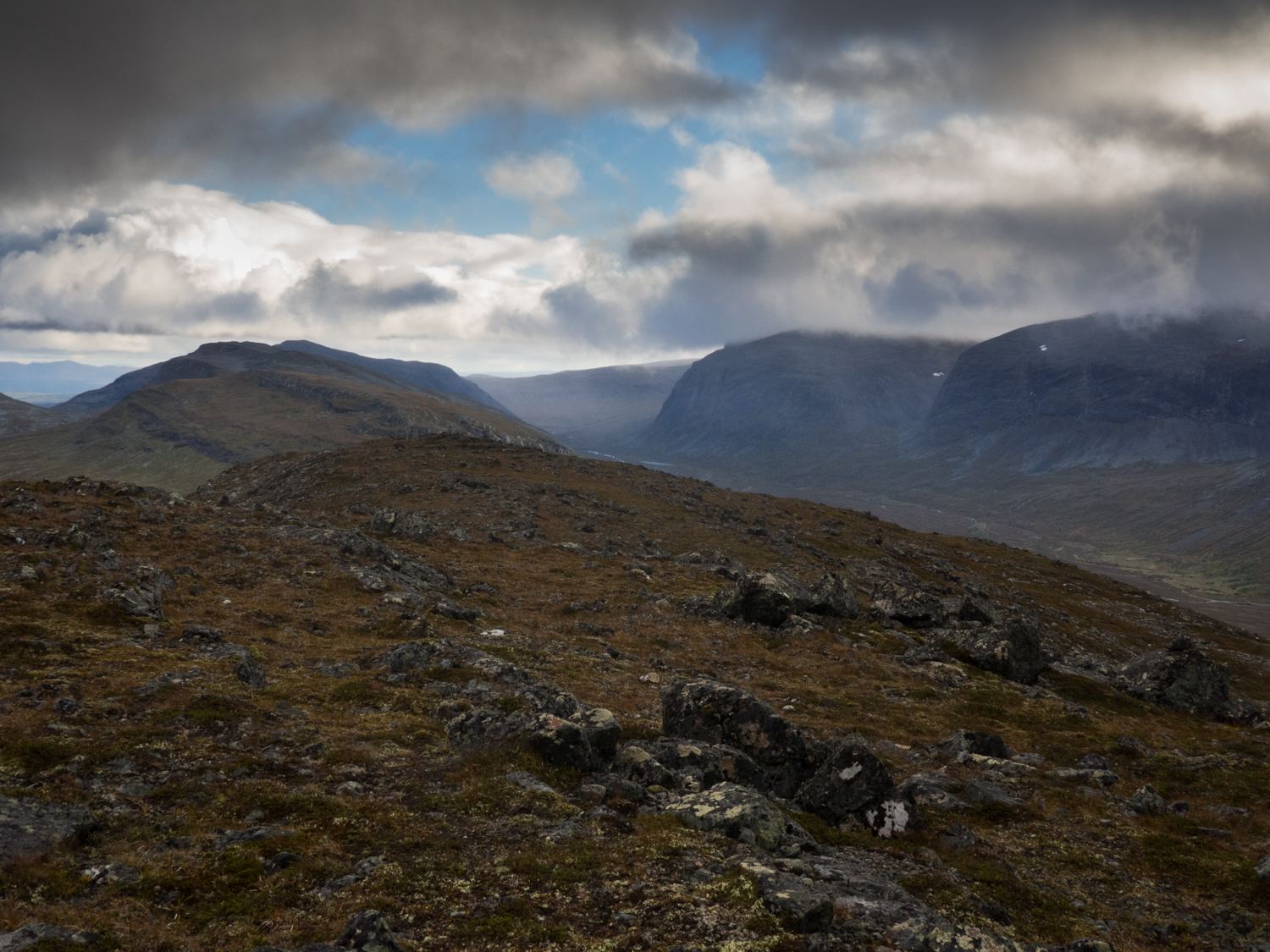
Från toppen av Saanta har man en fin utsikt över Lunndörrspasset